# Holger Walter
Holger Walter (* 26. September 1968 in Lauffen am Neckar) ist ein deutscher Bildhauer und Zeichner. Er lebt und arbeitet in Berlin.

## Leben
Von 1990 bis 1996 studierte er Bildhauerei an der Staatlichen Akademie der Bildenden Künste Karlsruhe bei Hiromi Akiyama auf Schloss Scheibenhardt und wurde Meisterschüler. 1994 erhielt er ein Stipendium für Moskau, wo er zwei Monate Gast des Surikow-Instituts war. Er erhielt ein DAAD-Stipendium für Japan und arbeitete von 1997 bis 1998 an der Tama Art University Tokyo. Von 2010 bis 2011 studierte er an der Universität Heidelberg Ostasienwissenschaften. Lehraufträge und Vorträge hatte er unter anderem an der HafenCity Universität Hamburg, Tama Art University Tokyo und Musashino Art University Tokyo
Holger Walter ist Mitglied im Deutschen Künstlerbund 2001 schloss er die Ehe mit Tomoyo Okamoto. Sie haben drei gemeinsame Kinder.

## Werk
Seine Werke entwickelten sich aus vielschichtigen Wahrnehmungen. Dazu gehören topografische und geologische Beobachtungen, das Erleben unkontrollierbarer Kräfte in der Natur, wie Wasser, Eis, Erdbeben und vulkanische Aktivitäten. Fragestellungen zu Heimat und Identität, Digitale Revolution und Poesie fließen in seine Arbeit ein. Mit dem Lyriker Friedrich Hölderlin verbinden ihn vertraute Bilderwelten und Sinneswahrnehmungen der Kindheit. Es entstanden Werke, die man als künstlerischen Dialog mit Hölderlin bezeichnen kann. Die Skulpturen entstehen durch klare und radikale Eingriffe in widerständiges Material. Steinskulpturen behalten teilweise ihre natürlichen Bruchhäute und Krusten und wirken wie Ausschnitte die aus einem größeren Zusammenhang herausgebrochen wurden. Er nutzt für seine Ideen unterschiedlichste Steine aus allen Weltregionen, mit denen sich seine Ideen am überzeugendsten realisieren lassen. Auch andere Materialien, wie Glas und Stahl werden gelegentlich eingesetzt. Walter hat einige Werke im öffentlichen Raum realisiert, so den knapp 4 Meter hohen „Altar auf dem Feld“ in Langenseifen, um den nach seiner Aufstellung 2005 eine hölzerne Kapelle in Kuppel-Form entworfen und gebaut wurde.
Die Arbeiten auf Papier sind als eigenständiger Werkkomplex ein wichtiger Teil seiner künstlerischen Arbeit. Sie entstehen analog zu den Themen in der Skulptur. Mit schwebenden Motiven die vom Boden losgelöst scheinen bringen sie einen poetischen Aspekt in sein Werk ein. Charakteristisch an allen seinen künstlerischen Äußerungen ist eine entschiedene Haltung und eigenwillige Formensprache.

### Installation Riesa
1992 entstand im sächsischen Riesa, bei einem Internationalen Workshop, eine Installation aus Stahlarbeiter-Handschuhen, die im stillgelegten Stahlwerk in großer Zahl herumlagen. „Ich war im Stahlwerk. Schwarze Fahnen empfingen uns und einige wenige Arbeiter, von den ehemals 14.000, waren mit Schneidbrennern an der Demontage ihres eigenen Arbeitsplatzes beschäftigt. Der Hallenboden war übersät von weggeworfenen Handschuhen.“ Das Bild dieser Demontage brannte sich damals in sein Gedächtnis ein.

### Ergüsse1992–1996
In einem Steinbruch der Vulkaneifel entstanden Skulpturen aus gesammelten Lavabrocken. Die Art der Bearbeitung sollte so einfach wie möglich sein, es wurden lediglich ein Hammer und zwei Meißel benutzt. Diese Werkgruppe nannte er Ergüsse. Auf Schloss Scheibenhardt ließ er sich einen 5 Tonnen schweren Lava-Block auf die Wiese der Akademie kippen, direkt vor die Maler-Ateliers. Den zähen Stein bearbeitete er mit selbst geschmiedeten Eisen über mehrere Jahre, auf eine sehr umständliche Weise. Anregung für diese direkte und primitive Herangehensweise an den Stein gab ihm der Film Schwarzer Regen von 1989 des Regisseurs Shōhei Imamura, in dem der Steine hauende und verspottete Nachbarjunge Yuichi vorkommt.

### Driftende Skulpturen/ Rheinhafen, Japan, Korea 1997–2002
Sein erstes Atelier, unmittelbar nach der Akademiezeit, lag im Rheinhafen Karlsruhe. Das Hafenbecken war 1997 zugefroren und die Eisdecke wurde von einem Eisbrecher durchbrochen. Hier entstand die Fotoserie der Eisschollenbilder, wie Lava-Skulptur auf Eisscholle auf Rhein. Er legte eine Skulptur auf eine driftende Eisscholle und schickte sie auf eine Reise mit einem unbestimmten Ziel.
Während seines einjährigen Japanstipendiums von 1997 bis 1998 entstand aus grauem Fukushima-Stein das Werk Tokio-Skulptur. Der Alltag in der unruhigen Megastadt Tokio motivierte ihn zu einigen Stahl-Bodenskulpturen, wie dem 6-teiligen Werk drift and high tide. Er beobachtete die junge Kunst- und Galerienszene in Tokio und hatte neben zahlreichen Kontakten zu Künstlerpersönlichkeiten in Japan eine Begegnung mit Issey Miyake und César Baldaccini. Lee Ufan besuchte er in dessen Atelier in Kamakura. Auf der Insel Miyako-jima entstand 1998 für den Park des Deutschen Kulturdorfes Ueno die Skulptur Über Anwesenheit – Abwesenheit.
1999 bezog er ein Atelier in der Karlsruher Oststadt und erhielt im Jahr 2000 eine Einladung nach Südkorea, wo er für den Seolbong Park in Icheon die Skulptur Gate-Wall aus schwarzem koreanischen Granit realisierte. 2001 erhielt er den Auftrag zur Gestaltung einer großen Skulptur, die die neue Mitte der Stiftskirche Stuttgart definiert und als zentraler Altar mit den liturgischen Notwendigkeiten kompatibel sein sollte. Die ca. 4 Tonnen schwere Skulptur aus einem Schweizer Sandstein-Monolithen realisierte er in einem Natursteinwerk am oberen Zürichsee.

### Tunnel, Höhle, Ausschnitt2003–2008
Er erhielt Einladungen zu Kunst am Bau-Wettbewerben im Bundesgebiet. Ab 2005 entstanden Skulpturen zu den Themen Höhle, Tunnel, Ausschnitt. Er wurde 2005 von der Ev. Kirchengemeinde Bärstadt beauftragt, im Rahmen eines Kunst-Kapellen-Projektes die Idee für eine Skulptur zu entwickeln, die den Ort einer zukünftigen Kapelle bestimmen sollte. Dieser Altar auf dem Feld wurde im September 2005 im hessischen Langenseifen aufgestellt. Die Architektur der Kapelle wurde von der Architektin Barbara Schmid vom Baureferat der EKHN Darmstadt entworfen und 2012 eingeweiht. Im Jahre 2007 wurde er beauftragt, die Skulptur Lichthöhle für den Raum der Stille im Hospiz Wuppertal-Dönberg zu realisieren. Ab 2008 arbeitete er an Skulpturen mit vertikaler Ausrichtung. Die 3,30 Meter hohe Skulptur großer Ausschnitt aus einer Basaltlava-Säule entstand im Winter 2008/2009 in einem Steinbruch in Mayen.

### Aus_Grabungen, Verborgene Räume2009–2010
In dieser Zeit entstanden kleine Skulpturen wie 3-Raum und 4-Raum die die inneren Raummöglichkeiten von Steinblöcken erforschen und Ähnlichkeiten mit architektonischen Raummodellen hatten. Auf Einladung der HafenCity Universität Hamburg gab er im Wintersemester 2009/2010 Lehrveranstaltungen zum Thema Raum ausgraben. 2010 entstand auf Einladung der Stiftung Ann Wolff Collection Berlin eine erste massive Glasskulptur. Sie trägt den Titel Innere Dimension. Die Glasskulptur lässt einen verborgenen Raum innerhalb des Blockes, je nach der Lichtsituation des umgebenden Raumes, diffus wahrnehmen.

### Wellen, Ströme, Rhythmen, Eiszeit-Steineab 2011
Es entstanden flache Boden- und Wandskulpturen mit scharfen Hinterschneidungen. Je nach Lichtquelle entsteht auf den Skulpturen eine starke Schattenwirkung. Die rhythmischen Formen beziehen sich auf Gewässer und Strömungen. 2011–2012 beschäftigte er sich in Brandenburg und Mecklenburg-Vorpommern mit Eiszeit-Geschieben. Für die Wehrkirche Gollmitz in der Uckermark, einem Feldsteinbau aus dem 13. Jahrhundert, realisierte er aus einem großen eiszeitlichen Granitfindling eine raumbezogene Skulptur.

### Annäherungen an Hölderlins Bildwelten
Im Goethe-Institut Nancy in Frankreich zeigte er 2013 erstmals Ergebnisse seines künstlerischen Dialoges mit Gedichten von Friedrich Hölderlin und dem gemeinsamen Geburtsort am Neckar. Er versucht, mit bildnerischen Mitteln eine zeitgemäße Verbindung zur Lyrik Hölderlins zu finden und dessen höchsten künstlerischen Ansprüchen gerecht zu werden. Die Annäherung an seine Gedanken- und Bilderwelt geschieht hierbei konkret und sinnlich erfahrbar. Es entstanden 2013 zu Bruchstücken aus Hölderlins Flussgedichten Werke wie „der gefesselte Strom“ und „das Zürnen der Ströme“.

## Auszeichnungen
- 1994: Moskau-Stipendium
- 1996: Kunstpreis der Kreissparkasse Esslingen-Nürtingen
- 1997: DAAD-Jahresstipendium Japan
- 2003: „Prix des Arts“, Rotary Club de Strasbourg
- 2008: Kunstpreis der Museumsgesellschaft Ettlingen
- 2012: Stipendium Künstlerhaus Lukas, Ahrenshoop
- 2013: Kunstpreis der Stadt Walldorf

## Öffentliche Sammlungen
- Städt. Kunstsammlung Galerie Albstadt
- Städtische Galerie Karlsruhe
- Staatliche Kunsthalle Karlsruhe
- Musée cantonal de design et d’arts appliqués contemporains (mudac), Lausanne, Schweiz

## Einzelausstellungen (Auswahl)
- 2013: Goethe-Institut Nancy, Frankreich
- 2009: Galerie Seitz & Partner, Berlin (mit James Whitlow Delano)
- 2007: Galerie Inga Kondeyne, Berlin
- 2004: Kunstverein Flüchttor Brackenheim
- 2003: Galerie Alfred Knecht, Karlsruhe
- 1997: Kunstverein Wilhelmshöhe Ettlingen
- 1997: Hospitalhof Stuttgart
- 1996: Kunstverein Rastatt Pagodenburg